# 1892 في الأرجنتين
فيما يلي قوائم الأحداث التي وقعت خلال عام 1892 في الأرجنتين.

## سياسة

### تعيين في المنصب
- 23 مايو – خوليو روكا الأرجنتيني عضو مجلس الشيوخ الأرجنتيني.
- 23 يونيو – روكي ساينز بينيا عضو مجلس الشيوخ الأرجنتيني.
- 12 أكتوبر – لويس ساينز بينيا رئيس الأرجنتين.

### انتهاء فترة المنصب
- 12 أكتوبر – كارلوس بيليجريني رئيس الأرجنتين.
- 20 ديسمبر – روكي ساينز بينيا عضو مجلس الشيوخ الأرجنتيني.

## مواليد

### يوليو
- 26 يوليو – فرنسيسكو ألفاريز ممثل أرجنتيني.

## وفيات

### نوفمبر
- 6 نوفمبر – خوانا مانويلا غوريتي (مواليد 1818) كاتبة أرجنتينية.